# Политический институт (вид социального взаимодействия)
Полити́ческий институ́т — социальный институт, обеспечивающий устойчивость политики. Институт образуется через установление норм общественного взаимодействия, усвоение этих норм населением, наложение санкций при отклонении от принятого порядка; эти факторы обеспечивают самовоспроизведение института, который не зависит от желаний индивида.
БРЭ выделяет следующие политические институты, характерные для современного общества:
- институт парламентаризма;
- институт исполнительной власти;
- институт государственной службы;
- институт главы государства;
- институт судопроизводства.